# El Hassi (Batna)
Pour les articles homonymes, voir Hassi et El Hassi.
El Hassi est une commune de la wilaya de Batna en Algérie, comptant environ 8 000 habitants.

## Géographie
Le territoire de la commune d'El Hassi est situé dans le Nord de la wilaya de Batna.

### Localités de la commune
La commune d'El Hassi est composée de 11 localités :
- Braoula
- Ouled Hassi
- Tamahrit
- El Djabass
- Guabel Messaouda
- Ouled Bouchareb
- Ouled Zerira
- Ouled Yaich
- Ouled Merah
- Ouled Fercha
- Hanfoug

### Communes limitrophes
| Ouled Sellam  | Taya (wilaya de Sétif) | Aïn Djasser    |
| Ksar Bellezma | El Hassi               | Aïn Djasser    |
| Ksar Bellezma | Oued El Ma             | Zanat El Beida |